# Nebraska (Carolina del Nord)
Nebraska és una petita àrea no incorporada situada al comtat de Hyde, al estat nord-americà de Carolina del Nord.
És un assentament de colons anglesos de mitjan segle xviii que va ser incorporat el 1855. A poc a poc es va despoblar i el 1971 va ser desincorporat. A la zona romanen una quarantena d'habitants.